# 뉴스레터K
《뉴스레터K》는 KBS 1라디오(전국, 수도권 기준 FM 97.3MHz, AM 711kHz)에서 매주 평일 오후 5시 5분에 방송 중인 라디오 프로그램이다.

## 역사
2023년 11월 10일에 《주진우 라이브》가 종영되며, 이 시간에 같은 달 11월 13일부터 12월 29일까지 《특집 KBS 1라디오 저녁》이 대체 편성되어 방송되었으며, 2024년 1월 1일부터 새해 개편으로 편성되었다. 단, 첫방송 시작한지 4개월 만에 역대 진행자로 김용준 기자에서 전종철 기자로 이동했다.
2025년 1월 1일 새해 첫날이 되는 방송 1주년을 맞이한다.

## DJ
| 대수 | 진행자      | 진행 기간                        | 비고 |
| ---- | ----------- | -------------------------------- | ---- |
| 1대  | 김용준 기자 | 2024년 1월 1일 ~ 2024년 5월 17일 |      |
| 2대  | 전종철 기자 | 2024년 5월 20일 ~ 현재           |      |

## 방송 시간
| 방송 채널   | 방송 기간             | 방송 시간                         | 방송 분량  |
| ----------- | --------------------- | --------------------------------- | ---------- |
| KBS 1라디오 | 2024년 1월 1일 ~ 현재 | 매주 평일 오후 5시 5분 ~ 오후 7시 | 1시간 55분 |

## 지역 방송국 프로그램
- 1부는 지역 프로그램으로 방송·편성되며 2부는 전국 방송이다. (다만, 추석, 설 연휴에는 자체 방송을 하지 않는 지역도 있다.).
- 단, 본사 방송 수중계는 춘천, 강릉, 청주, 부산, 울산, 대구, 포항, 안동, 광주, 순천, 전주, 제주는 총 12개이다.

| 방송국           | 방송 권역                          | 프로그램               | 방송 시간                         | 진행자         |
| ---------------- | ---------------------------------- | ---------------------- | --------------------------------- | -------------- |
| KBS 원주 1라디오 | 강원특별자치도                     | 생방송 오늘 원주입니다 | 매주 평일 오후 5시 5분 ~ 오후 6시 | 추인혜         |
| KBS 대전 1라디오 | 대전광역시 세종특별자치시 충청남도 | 5시N 대.세.남          | 매주 평일 오후 5시 5분 ~ 오후 6시 | 김형철         |
| KBS 충주 1라디오 | 충청북도                           | 생방송 충청은 지금     | 매주 평일 오후 5시 5분 ~ 오후 6시 | 박은지         |
| KBS 창원 1라디오 | 경상남도                           | 라이브 경남            | 매주 평일 오후 5시 5분 ~ 오후 6시 | 윤준건         |
| KBS 진주 1라디오 | 경상남도                           | 라이브 진주            | 매주 평일 오후 5시 5분 ~ 오후 6시 | 안유리, 진호정 |
| KBS 목포 1라디오 | 전라남도                           | 라디오 매거진 오늘     | 매주 평일 오후 5시 5분 ~ 오후 6시 | 김예은         |